# Пахин, Лейре
Ле́йре Пахи́н Ирао́ла (исп. Leire Pajín Iraóla; род. 16 сентября 1976, Сан-Себастьян) — испанский политик, член ИСРП. С октября 2010 по декабрь 2011 года занимала пост министра здравоохранения и социального развития в правительстве Сапатеро.
В 1983 году семья Пахин переехала в Бенидорм, где её родители занимались коммунальной политикой. Пахин изучала социологию в Университете Аликанте. Была председателем неправительственной организации «Международная солидарность». По результатам парламентских выборов в Испании в 2000 году Пахин стала самым молодым депутатом национального парламента. На 35-м съезде партии в июле 2000 года Пахин была избрана секретарём партии, ответственным за работу с неправительственными организациями и социальными движениями. С этой работы она перешла на работу государственным секретарём по международному сотрудничеству. На 37-м съезде ИСРП Пахин была назначена секретарём по организационным и координационным вопросам в ИСРП. При перестановках в правительстве 21 октября 2010 года Пахин сменила Тринидад Хименес на посту министра здравоохранения и социального развития. В министерство при Пахин также вошло бывшее министерство равноправия, возглавлявшееся прежде Бибианой Аидо.